# NGC 5976
NGC 5976 est une galaxie lenticulaire située dans la constellation du Dragon. Sa vitesse par rapport au fond diffus cosmologique est de 4 474 ± 3 km/s, ce qui correspond à une distance de Hubble de 66,0 ± 4,6 Mpc (∼215 millions d'al). NGC 5976 a été découverte par le physicien irlandais George Stoney en 1850.